# Giovanna Hoffmann
Giovanna „Gio“ Hoffmann (* 20. September 1998 in Bremerhaven) ist eine deutsche Fußballspielerin, die seit Juli 2024 bei RB Leipzig unter Vertrag steht.

## Karriere

### Vereine
Hoffmann wechselte 2012 vom SC Lehe-Spaden in die Nachwuchsabteilung von Werder Bremen und spielte dort zunächst für die C- und B-Juniorinnen. Mit Letzteren wurde sie 2015 Deutsche Vizemeisterin und kam daneben ab Oktober 2014 sieben Mal für die Frauenmannschaft in der 2. Bundesliga Nord zum Einsatz. In der Saison 2015/16 gehörte sie zum Zweitligakader, blieb aufgrund eines im Mai 2015 erlittenen Bruchs des Sprunggelenks allerdings ohne Pflichtspieleinsatz. In der folgenden Zweitligasaison war sie ab ihrem Comeback Ende September Stammspielerin und hatte mit 14 Toren Anteil an der Meisterschaft und dem damit verbundenen Aufstieg Bremens in die Frauen-Bundesliga. Dort debütierte sie am 29. Oktober 2017 (6. Spieltag) bei der 2:3-Auswärtsniederlage gegen den VfL Wolfsburg. Das erste Bundesligator gelang Hoffmann am 10. Dezember 2017 (10. Spieltag) beim 7:0-Erfolg gegen den 1. FC Köln mit dem Treffer zum zwischenzeitlichen 4:0. Ab März 2018 konnte sie aufgrund von Hüft- und Leistenproblemen fast ein Jahr kein Pflichtspiel bestreiten. 2019 stieg sie mit der Mannschaft als Tabellenvorletzter in die zweite Liga ab, schaffte in der aufgrund der COVID-19-Pandemie vorzeitig abgebrochenen Folgesaison aber den direkten Wiederaufstieg.
Zur Saison 2020/21 unterschrieb Hoffmann einen Vertrag beim Bundesligisten SC Freiburg. Nachdem sie in sechs der ersten sieben Saisonspiele in der Startelf gestanden hatte, zog sie sich Ende Oktober 2020 einen Kreuzbandriss zu und fiel für mehrere Monate aus.
Zur Saison 2024/25 wechselte sie zu RB Leipzig.

### Nationalmannschaft
Hoffmann bestritt zwischen 2013 und 2017 insgesamt 21 Partien für Nachwuchsauswahlen des DFB. Ihr Debüt im Nationaltrikot gab sie am 3. September 2013 für die U-16-Nationalmannschaft gegen Norwegen; in dieser Partie gelang ihr mit dem Treffer zum 3:1-Endstand sogleich das erste Tor. 2014 nahm sie mit der U16 am Nordic Cup teil, den die Mannschaft gewinnen konnte. Am 30. August des Jahres Jahr kam sie erstmals für die U17 zum Einsatz. In dieser Altersklasse nahm sie u. a. auch an zwei Spielen der Qualifikationsrunde zur EM 2015 teil. Ihr einziges Tor für die U17 gelang ihr am 20. Mai 2015 gegen Frankreich mit dem Treffer zum 3:1-Endstand. Im Jahr 2017 folgten sechs torlose Einsätze für die U19, darunter eine Partie im Rahmen der EM-Qualifikation.
Am 15. Oktober 2024 wurde sie erstmals für die Frauenfußballnationalmannschaft nominiert, ihr Debüt gab sie zehn Tage später beim 4:3-Testspielsieg gegen England. Am 25. Februar 2025 erzielte sie mit dem Treffer zum 4:1-Endstand gegen Österreich ihr erstes Länderspieltor. Gegen Schottland traf sie am 8. April 2025 zwei Mal. Bundestrainer Christian Wück berief sie im Juni in den Kader für die Fußball-Europameisterschaft der Frauen 2025. Hoffmann teilte sich in den ersten vier Spielen die Spielzeit mit Lea Schüller. Im verlorenen Halbfinale gegen Weltmeister Spanien wurde sie vor der Verlängerung ausgewechselt.

## Erfolge
- Meister 2. Bundesliga: 2017, 2020 (mit Werder Bremen)
- Finalist DFB-Pokal: 2023 (mit SC Freiburg)

## Persönliches
Hoffmann studierte von 2016 bis 2021 Rechtswissenschaften an der Universität Bremen und absolvierte dort ihr erstes juristisches Staatsexamen. Während ihrer Zeit beim SC Freiburg arbeitete sie zwischen Januar 2023 und Juni 2024 als wissenschaftliche Hilfskraft am Institut für Kriminologie und Wirtschaftsstrafrecht der Universität Freiburg.
Sie ist zudem gläubige Christin und engagiert sich bei der evangelikalen Initiative Fußball mit Vision, die an Schulen und in Sportvereinen Missionsarbeit betreibt.